# Los cuatro inmortales
Los cuatro inmortales (en vietnamita: Tứ bất tử, chữ Hán: 四不死) son las cuatro principales figuras de culto del panteón de genios venerados en la leyenda y la mitología del pueblo vietnamita de la región del delta del río Rojo.
Éstos son:
- Tản Viên Sơn Thánh (傘圓山聖), también conocido como Sơn Tinh (山精), el dios de la montaña Tản Viên.
- Phù Đổng Thiên Vương (扶董天王, también conocido como Thánh Gióng, Ông Dóng), un gigante que derrotó a los invasores del norte.
- Chử Đồng Tử (褚童子), un sabio.
- Princesa Liễu Hạnh (柳杏公主), un espíritu celestial y Diosa Madre.

El pleno florecimiento de la mitología y el culto a los Cuatro Inmortales tuvo lugar en la dinastía Lê. A cada uno de los cuatro inmortales se le atribuye la ayuda a figuras históricas nacionales. Por ejemplo, según la leyenda, Thánh Gióng ayudó al sexto rey Hùng a ahuyentar a los invasores extranjeros.